# Cyrz
Cyrz, de son vrai nom Cyrille Paraire, est un auteur, compositeur et interprète français né à Montéléger, dans la Drôme. C'est un ami des membres de Dionysos.
Son album Un morceau de mon avenir est une œuvre aux tendances plutôt pop-folk qui nous emmène dans son univers. Il joue avec les mots et la poésie avec une tendresse, une drôlerie et une simplicité qui reflètent bien le personnage. Il a fait la première partie de Dionysos, qui l’accompagne d’ailleurs sur certains morceaux de l’album.
Pour Mélancolie Frénétique, il décide de prendre un chemin un peu plus rock. Il demande à Mike Ponton, guitariste de Dionysos, de le réaliser et de le mixer avec lui. Il en sort en février 2009 un premier simple, Les gens se suivent, qui annonce le ton de l'album ainsi que la sortie fin mars de ce nouvel opus.
30 mars 2009, sortie de Mélancolie Frénétique.

## Participations
- 2005 :Les métamorphoses de Mister Chat (Volume 2) (maxi de Dionysos)